# David Murray Gates
Pour les articles homonymes, voir Gates.
David Murray Gates est un physicien et un botaniste, né le 27 mai 1921 à Manhattan dans le Kansas, et mort le 4 mars 2016.

## Biographie
Il est le fils de Frank Caleb Gates et de Margaret née Thompson. Il obtient son Bachelor of Sciences à l’université du Michigan en 1942, son Master of Sciences en 1944, son doctorat en 1948. Il se marie avec Marian Francis Penley le 4 juin 1944.
Il travaille d’abord pour le service de recherche de la marine britannique de 1955 à 1957, puis devient chef du service de recherche sur la haute atmosphère de 1957 à 1961, et du service de recherche en physique atmosphérique de 1962 à 1965. Il devient vice-professeur à la station de recherche de l’université du Michigan en 1964, puis professeur d’histoire naturelle à l’université du Colorado en 1965. Il devient alors professeur de botanique à l’université Washington de Saint Louis et y dirige également le Jardin botanique.
Il est membre de diverses sociétés savantes dont l’American Association for the Advancement of Science, la Société américaine d’écologie, la Botanical Society of America, etc. Il est notamment l’auteur d’Energy Exchange in the Biosphere (1962) ainsi que de nombreuses publications sur la réponse des végétaux à leur environnement.